# Geyers
Die Geyers waren eine deutsche Musikgruppe, die sich 2014 nach insgesamt über 30 Jahren (ab 1983 als „Geyers schwarzer Haufen“) trennen wollte. Der Fahrradunfalltod des Schlagzeugers Jost Pogrzeba beendete im Juni 2014 die Abschiedstournee vorzeitig. Die Musik der Geyers setzte sich aus Mittelalter- und Rockmusik zusammen, dabei wurden historische Instrumente wie Dudelsäcke und Nyckelharpa mit modernen Instrumenten wie E-Gitarre, E-Bass und Schlagzeug kombiniert.
Zuletzt gehörten der Musikgruppe die Bandmitglieder Thomas Roth, Jost Pogrzeba, Georg Hesse, Maik Walter und Elias Maier an.

## Bandgeschichte
Der Name „Geyers“ ist abgeleitet von „Des Geyers schwarzer Haufen“.
Die Gruppe „Geyers schwarzer Haufen“ wurde 1983 von Albrecht Schmidt-Reinthaler, Ulrich von Olnhausen und Thomas Roth gegründet. Zusammen mit Jost Pogrzeba und Albert Dannenmann haben sie die Band weit über die Grenzen Deutschlands hinaus bekannt gemacht und wurden von den Fernsehzuschauern des SWR zu den Spielleuten des Jahres 1999 gewählt.
Nach der Trennung Ende 1999 führte Schmidt-Reinthaler die Band „Geyers schwarzer Haufen“ zusammen mit Martin Ernst und Ralf Glenk fort. Die ehemaligen Mitglieder Thomas Roth, Jost Pogrzeba und Albert Dannenmann gründeten unter dem Namen „Geyers“ eine selbstständige Band mit der Widmung zur mittelalterlichen Akustikmusik sowie zu moderner Rockmusik mit historischen Einflüssen (Historock). Im Jahr der Gründung kam mit Georg Hesse an den Saiteninstrumenten ein neues Mitglied hinzu.
Mit Und dein roter Mund veröffentlichten die Geyers 2003 ihr erstes Album, welches sich komplett akustisch auf mittelalterliche Musik fokussiert. Kurze Zeit später kam im Jahre 2004 das zweite Album Lästerzungen heraus. Auf diesem Album zeigt die Band ihren eigens kreierten Musikstil „Historock“, welcher sich aus der Verwendung von historischen Folk- und modernen Rockmusik-Instrumenten sowie mittelalterlichem Liedgut zusammensetzt. Seitdem ist Maik Walter am Bass festes Mitglied der Band.
Während einer kreativen Schaffenspause und den Arbeiten an einem neuen Album verließ Albert Dannenmann die Band im Jahr 2011.
Dafür wurde Mathias Seng-Aring als Studiomusiker für das neue Album engagiert. Dieses wurde unter dem Namen Königsweg im Juli 2012 veröffentlicht und mit einer Vielzahl an Konzerten präsentiert. Dazu kam als neues Mitglied Elias Maier an den Blasinstrumenten hinzu.

## Zusammenarbeit mit Ritchie Blackmore
Der Rockgitarrist Ritchie Blackmore (Deep Purple, Rainbow) ließ sich von den Geyers zu seinem aktuellen Projekt Blackmore’s Night inspirieren. Seit 1998 begleiteten die Geyers jährlich Blackmore’s Night bei ihren Deutschland-Tourneen im Vorprogramm.

## Diskografie
- 1999: Live ’99
- 2003: Und dein roter Mund
- 2004: Lästerzungen
- 2012: Königsweg